# Studium der Zahnmedizin
Das Studium der Zahnmedizin (eigentlich: Zahn-, Mund- und Kieferheilkunde) ist Voraussetzung für die Ausübung des Berufs Zahnarzt. Für die Gebietsbezeichnung Facharzt für Mund-, Kiefer- und Gesichtschirurgie wird es neben dem Studium der Medizin benötigt.
Plätze für das Studium der Zahnmedizin werden über die Stiftung für Hochschulzulassung (SfH), ehemals ZVS vergeben.
In den Jahren 1995 bis 2005 bewegte sich der wegen des Numerus clausus zur Zulassung benötigte Abiturnotendurchschnitt zwischen 1,9 und 2,5. Aufgrund der Konkurrenzsituation zum Wintersemester 2013/14 ergaben sich für die Auswahl nach der Durchschnittsnote des Bundeslandes, in dem das Abitur erworben wurde (Landes-NC), Auswahlgrenzen zwischen 1,2 und 1,5 für die Abiturbesten. Bei einer Wartezeit von 13 Semestern konnten alle Bewerber zugelassen werden. Bei einer Wartezeit von 12 Semestern war noch eine Durchschnittsnote von 3,3 erforderlich.
Das Zahnmedizinstudium gehört aus Sicht der Studierenden zu den teuersten staatsuniversitären Studiengängen und kostet je nach Universität bis zu 13.500 € alleine an Material.

## Approbationsordnung für Zahnärzte
Die Approbationsordnung für Zahnärzte regelt das Studium und damit die zahnärztliche Ausbildung, die Prüfungsbestimmungen und die weiteren Voraussetzungen für die Erteilung der Approbation als Zahnarzt. Danach umfasst die zahnärztliche Ausbildung ein Studium der Zahnheilkunde von zehn Semestern an einer wissenschaftlichen Hochschule, das sich aus einem vorklinischen Teil von vier Semestern und einem klinischen Teil von sechs Semestern zusammensetzt. Es schließt sich ein Prüfungssemester an. Die Regelstudienzeit im Sinne des Hochschulrahmengesetzes beträgt einschließlich der Prüfungszeit für die „Zahnärztliche Prüfung“ zehn Semester und sechs Monate. Die Vorschrift wurde als Approbationsordnung für Zahnärzte und Zahnärztinnen am 8. Juli 2019 neu gefasst. Die Neufassung trat am 1. Oktober 2020 in Kraft.

## Vorklinik
Das vorklinische Studium beinhaltet Vorlesungen und Praktika in Physik, Chemie, Biologie, Physiologie, Biochemie/Molekularbiologie, makroskopischer und mikroskopischer Anatomie. Je nach Universität werden in den einzelnen Fächern außerdem Seminare angeboten. Zusätzlich müssen alle, die nicht schon während des Abiturs das Latinum abgelegt haben, an einem Kurs der medizinischen Terminologie teilnehmen. Drei zahntechnische Kurse gehören zum vorklinischen Abschnitt. Im ersten Semester findet der technisch-propädeutische Kurs statt. Der Phantomkurs I liegt zumeist in der vorlesungsfreien Zeit im Sommer zwischen dem dritten und vierten oder vierten und fünften Semester. Im fünften Semester folgt der Phantomkurs II.
Neben den Testaten und Klausuren, die in den einzelnen Kursen abgehalten werden, gehören zwei staatliche Prüfungen zur Vorklinik.
- Nach dem zweiten Semester erfolgt in der vorlesungsfreien Zeit die Naturwissenschaftliche Vorprüfung (auch „Vorphysikum“ genannt) mit drei mündlichen Prüfungen in Chemie, Physik und Zoologie/Biologie.
- Nach dem fünften Semester ist die Zahnärztliche Vorprüfung („Physikum“) abzulegen. Es werden vier mündliche Prüfungen in Biochemie, Physiologie, Anatomie/Histologie/Embryologie und vorklinischer Zahnersatzkunde/Werkstoffkunde abgehalten. In diesem Fach erfolgt außerdem eine praktische Prüfung. Innerhalb von sieben Tagen muss festsitzender und herausnehmbarer Zahnersatz hergestellt und am Modell eingegliedert werden. Für den festsitzenden Ersatz werden vom Prüfling mindestens drei Zähne präpariert und auf den Modellen der Stümpfe eine Brücke und eine Krone oder Teilkrone gefertigt. Als herausnehmbarer Ersatz wird zumeist eine Totalprothese gefertigt, es können aber auch Teilprothesen mit gegossenen oder handgebogenen Klammern gefordert sein.

## Klinisches Studium
Das klinische Studium umfasst nachfolgende Fächer, die mit mündlichen Prüfungen im Rahmen des abschließenden Examens, das im elften Semester erfolgt, geprüft werden, und zwar in
- Zahnerhaltungskunde einschließlich Kinderzahnheilkunde, Parodontologie, Kariologie und Endodontologie.
- Zahnersatzkunde (festsitzender und herausnehmbarer Zahnersatz, Implantatprothetik, Werkstoffkunde und Anatomie)
- allgemeine Chirurgie
- zahnärztliche Chirurgie
- Mund-, Kiefer- und Gesichtschirurgie
- Zahn-, Mund- und Kieferkrankheiten
- Radiologie
- Kieferorthopädie
- Hals-, Nasen- und Ohrenerkrankungen (HNO)
- Dermatologie
- Innere Medizin
- Hygiene und Mikrobiologie
- Pharmakologie
- Pathologie

### Prüfungsablauf
- Die praktische Prüfung in der Zahnersatzkunde erstreckt sich über zehn Tage. Es muss sowohl festsitzender als auch herausnehmbarer Zahnersatz am Patienten eingegliedert werden. Der Prüfungsumfang differiert zwischen den einzelnen Universitäten, weil an manchen auch die zahntechnischen Arbeiten von den Prüflingen selbst ausgeführt werden müssen.
- Im Fach Zahnerhaltung dauert die Prüfung fünf Tage. Es müssen  eine Wurzelkanalbehandlung durchgeführt, eine Teilkrone eingegliedert und mehrere Seiten- und Frontzahnfüllungen gelegt werden.
- Im Fach Chirurgie ist vorgesehen, Patienten zu untersuchen (einschließlich der Erhebung der Krankengeschichte). Es schließen sich die Diagnose und deren Begründung, Therapievorschläge und gegebenenfalls deren Ausführung (z. B. Zahnextraktion oder anderer kleiner chirurgischer Eingriff) an.
- Die Prüfung in der Kieferorthopädie soll sich über vier Tage erstrecken. Neben der Fertigung einer einfachen Regulierungsapparatur muss ein schriftlicher Bericht über einen Krankheitsfall erstellt werden. In einer mündlichen Prüfung müssen Kenntnisse der Entstehung von Kieferanomalitäten nachgewiesen werden sowie die Fähigkeit zu deren Beurteilung und Behandlung.

Die Wertung der einzelnen Fächer ist wie folgt:
Einfachwertung:
- Pharmakologie
- Dermatologie
- HNO

Zweifachwertung:
- Hygiene/Mikrobiologie

Dreifachwertung:
- Pathologie
- Innere Medizin
- Kieferorthopädie

Fünffache Wertung:
- ZMK Krankheiten
- allgemeine und spezielle Chirurgie
- Zahnerhaltung
- Zahnersatzkunde

## Promotion
Zahnärzte müssen nicht promoviert sein.
In Deutschland lautet der akademische Grad für einen promovierten Zahnarzt: Doctor medicinae dentariae, abgekürzt: „Dr. med. dent.“ Noch Anfang des 20. Jahrhunderts war dieser Titel in Deutschland nicht zugelassen. Die Zeitschrift Die Woche meldete im Dezember 1913 deswegen sogar einen Studentenstreik: „In Berlin stellten die Studenten der Zahnheilkunde den Besuch der Vorlesungen ein, weil das Kultusministerium die Einführung des Titels Dr. med. dent. ablehnt.“
Ca. 50 % (Stand März 2000) der Zahnmediziner sind promoviert. Unter den älteren Zahnärzten hat ein Großteil nach dem Abschlussexamen die Promotion abgeschlossen, wohingegen eine Promotion bei den jüngeren immer seltener wird.

## Einkommen/Gehalt
Das durchschnittliche Einkommen von angestellten Zahnärzten im öffentlichen Dienst liegt brutto bei 3500 € bis 4500 € pro Monat.
Das durchschnittliche Gehalt der selbstständigen Zahnärzte in Deutschland liegt laut der Kassenzahnärztlichen Bundesvereinigung (KZBV) bei etwa € 161.000 im Jahr.

## Universitäten in Deutschland mit zahnmedizinischen Abteilungen
Die erste Verlinkung führt jeweils zur Wikipedia-Seite der entsprechenden Universität, die zweite auf die Webseite
- Aachen (RWTH) oder Zahnmedizin-Studium in Aachen
- Berlin (Charité) oder Charité Centrum für Zahn-, Mund- und Kieferheilkunde der Charité-Universitätsmedizin Berlin
- Bonn oder Zentrum für Zahn-, Mund- und Kieferheilkunde, Bonn
- Dresden (TU) oder UniversitätsZahnMedizin Dresden
- Düsseldorf oder Zentrum für Zahn-, Mund- und Kieferheilkunde, Düsseldorf
- Erlangen-Nürnberg oder Zahnmedizin, Universitätsklinikum Erlangen
- Frankfurt am Main oder Studiengang Zahnmedizin, Universität Frankfurt am Main
- Freiburg oder Medizinisches Dekanat Zahnmedizin, Freiburg
- Gießen oder Studium der Zahnmedizin, Gießen
- Göttingen oder Studiengang Zahnmedizin, Universität Göttingen
- Greifswald oder Klinik und Poliklinik für Mund-Kiefer-Gesichtschirurgie, Greifswald
- Halle-Wittenberg oder Zentrum für Zahn-, Mund- und Kieferheilkunde, Halle-Wittenberg
- Hamburg oder Universitätsklinik und -Poliklinik für Zahn-, Mund- und Kieferkrankheiten, Hamburg
- Hannover (MHH) oder Zahn-, Mund- und Kieferheilkunde, Hannover
- Heidelberg oder Mund-Zahn-Kiefer Klinik, Heidelberg
- Jena oder Zentrum für Zahn-, Mund- und Kieferheilkunde, Jena
- Kiel oder Studium der Zahnmedizin, Universität Kiel
- Köln oder Zentrum für Zahn-, Mund- und Kieferheilkunde, Köln
- Leipzig oder Klinik für Mund-, Kiefer- und Plastische Gesichtschirurgie, Leipzig
- Mainz oder Klinik und Polikliniken für Zahn-, Mund- und Kieferkrankheiten, Mainz
- Marburg oder Zentrum für Zahn-, Mund- und Kieferheilkunde, Marburg
- München (LMU) oder Klinik und Poliklinik für Zahn-, Mund- und Kieferkrankheiten, München
- Münster oder Zentrum für Zahn-, Mund- und Kieferheilkunde, Münster
- Regensburg oder Klinik und Poliklinik für Mund-, Kiefer- und Gesichtschirurgie, Regensburg
- Rostock oder Klinik und Polikliniken für Zahn-, Mund- und Kieferkrankheiten, Rostock
- Saarbrücken, Campus Homburg oder Studiengang Zahnmedizin an den Kliniken für Zahn-, Mund und Kieferheilkunde
- Tübingen oder Zentrum für Zahn-, Mund- und Kieferheilkunde, Tübingen
- Ulm oder Zahnklinik an der Universität Ulm
- Witten/Herdecke oder Fakultät für Zahn-, Mund- und Kieferheilkunde, Universität Witten/Herdecke
- Würzburg oder Uniklinik Würzburg, Zentrum für Zahn-, Mund- und Kiefergesundheit (ZMKG)

## Studium der Zahnmedizin in der Schweiz
- Hauptartikel Medizinstudium in der Schweiz

Die Schweiz hat 2007 das Bologna System eingeführt, bei welchem nach dem dritten Jahr der Bachelor of Dental Medicine (B Dent Med) erworben wird. In den sich anschließenden zwei Jahren des Masterstudiums muss eine Masterarbeit geschrieben werden und nach bestandenen Abschlussprüfungen erhält man den Titel Master of Dental Medicine (M Dent Med). Für die Eidgenössische Schlussprüfung ist der Master die Zulassungsvoraussetzung. Nach dem Masterstudium kann in einem weiteren Jahr der Doktortitel (Dr. med. dent.) durch Vorlegen einer Doktorarbeit erworben werden. Das Studium in Basel, Bern und Zürich unterliegt einem Numerus clausus. Über Anmeldesituation und die jährlichen Kapazitäten informiert die Schweizerische Hochschulkonferenz jeweils Ende Februar.

## Studium der Zahnmedizin in Spanien
Die Studienordnung und der Studieninhalt werden in der vom spanischen Ministerium für Gesundheit verfassten Richtlinie 78/687/CE festgelegt. Das Ziel ist die Sicherstellung einer zahnmedizinischen Grundversorgung auf dem höchstmöglichen wissenschaftlichen Niveau. Hierzu gehört die Prävention, Diagnose und Behandlung von Zahnerkrankungen. Diese Kompetenzen sollen an den zahnmedizinischen Fakultäten erworben werden. Die Bezeichnung „Zahnarzt“ wird in verschiedenen Modulen erworben. Das Studium ist ein Präsenzstudium und hat eine Dauer von 10 Semestern. Pro Semester werden 30 Studienpunkte (Credit Points) und pro Studienjahr 60 Punkte erworben.

## Quelle
- Text der Approbationsordnung für Zahnärzte und Zahnärztinnen